# Buzet (Kroatien)
Buzet (italienisch Pinguente, lateinisch Pinquentum) ist eine Stadt in der Gespanschaft Istrien, Kroatien. Buzet liegt an den Flüssen Mirna und Bračana. Die Gemeinde Buzet/Pinguente hat gut 5900 Einwohner (2021), wovon knapp 1700 in der Kernstadt wohnen. Zur Gemeinde Buzet/Pinguente gehört auch Hum, das als die kleinste Stadt der Welt gilt.

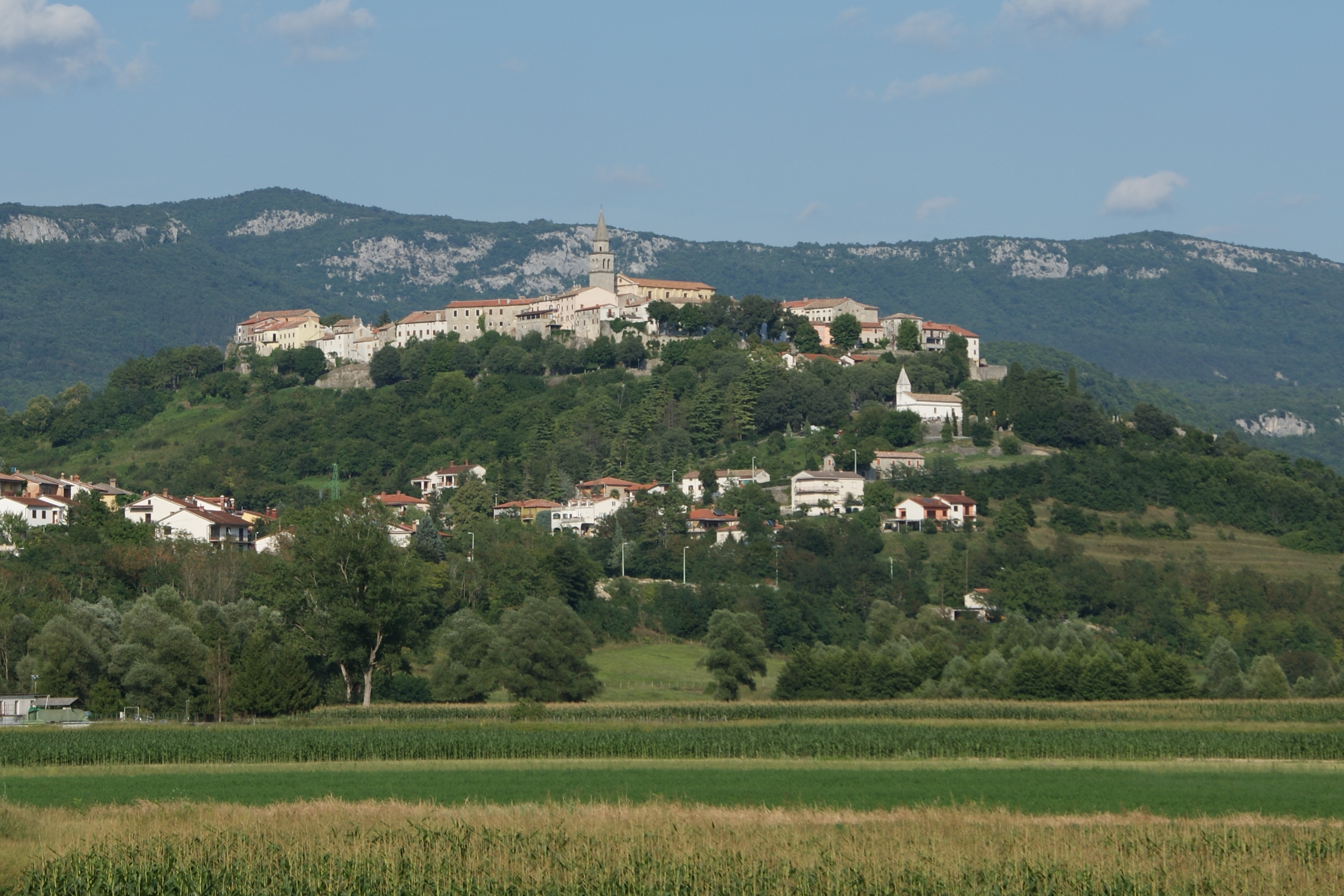
Altstadt von Buzet/Pinguente
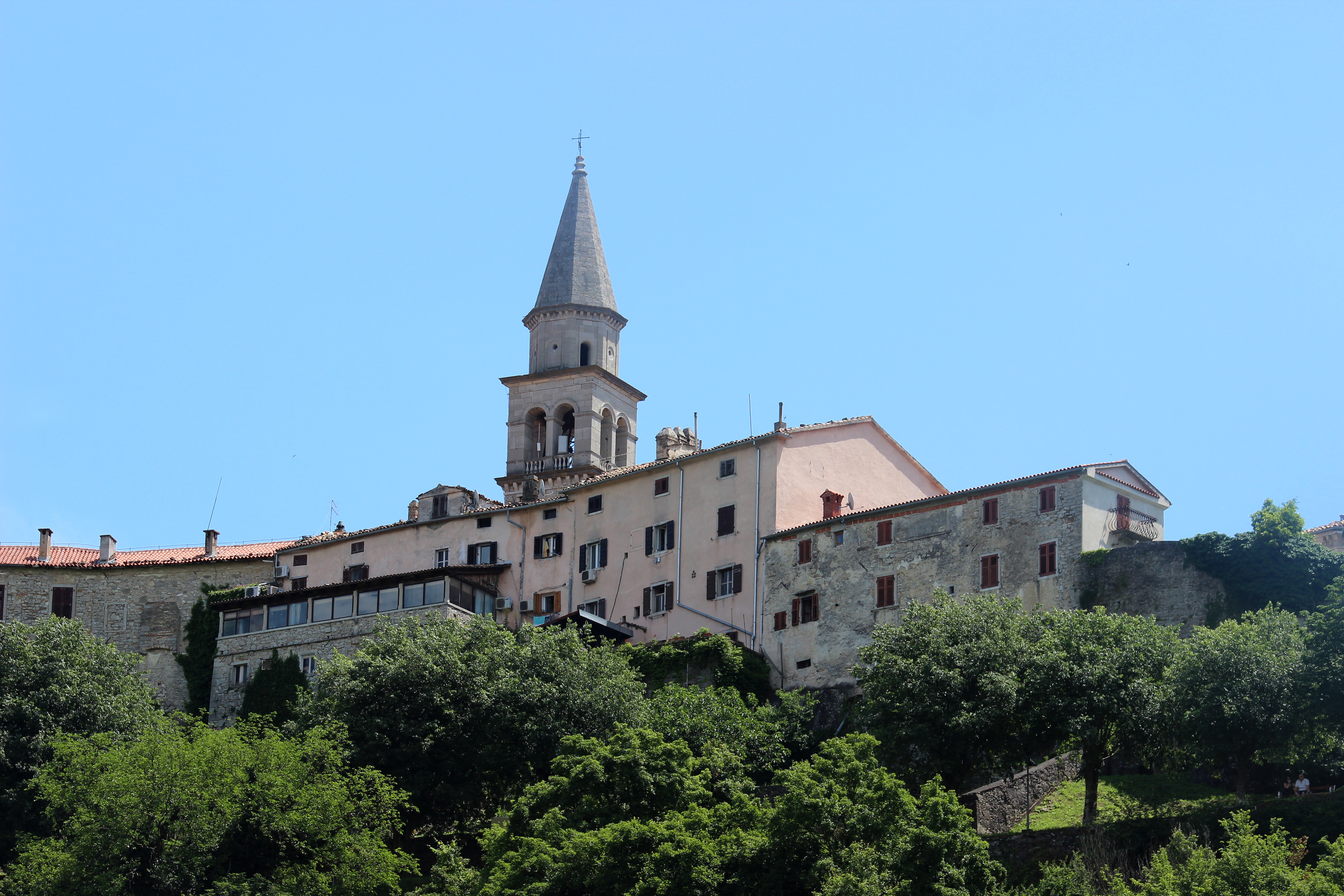
Blick auf Altstadt mit Kirche Heilige Jungfrau Maria

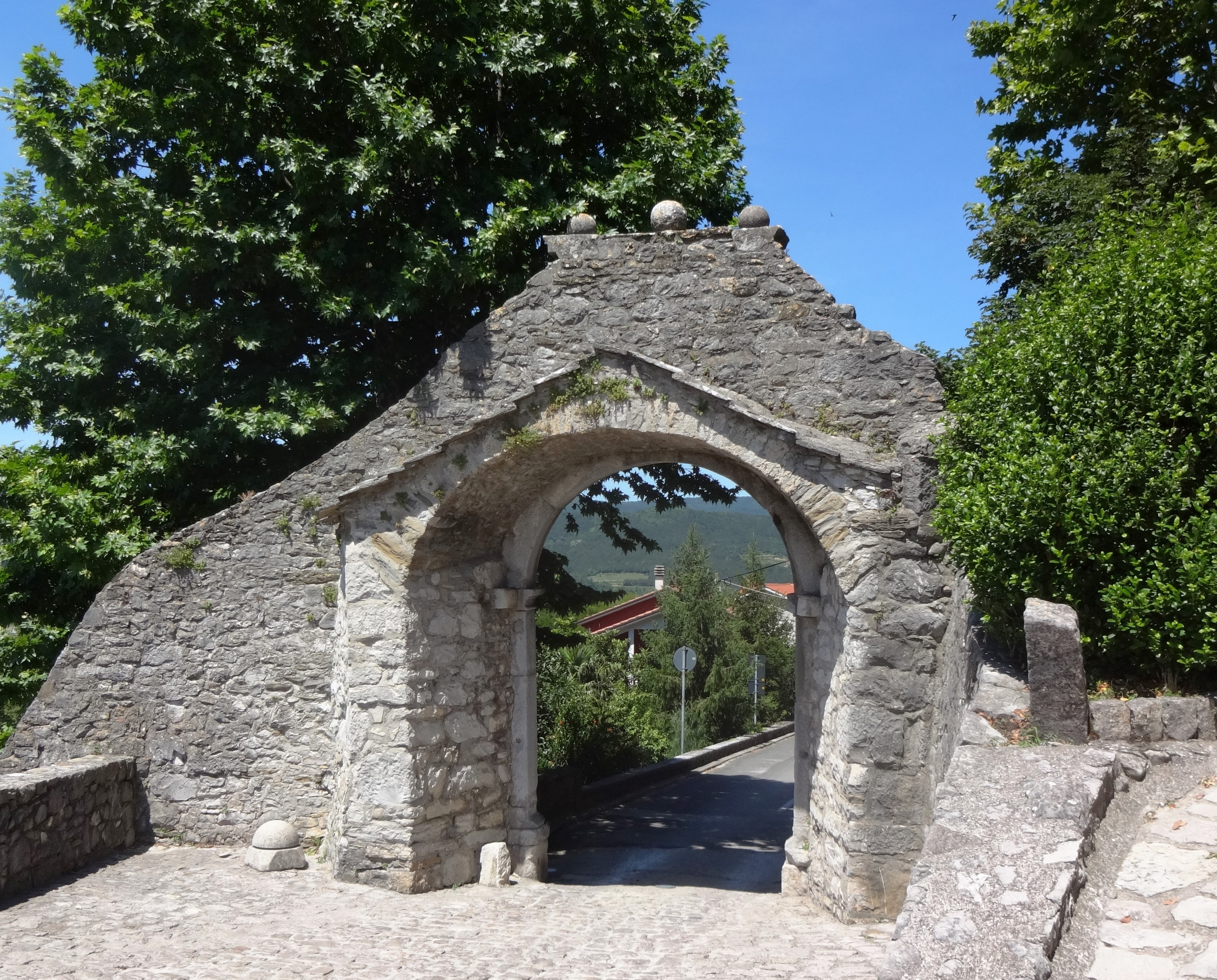
Großes Stadttor in Buzet, stadtzugewandte Seite, von 1547

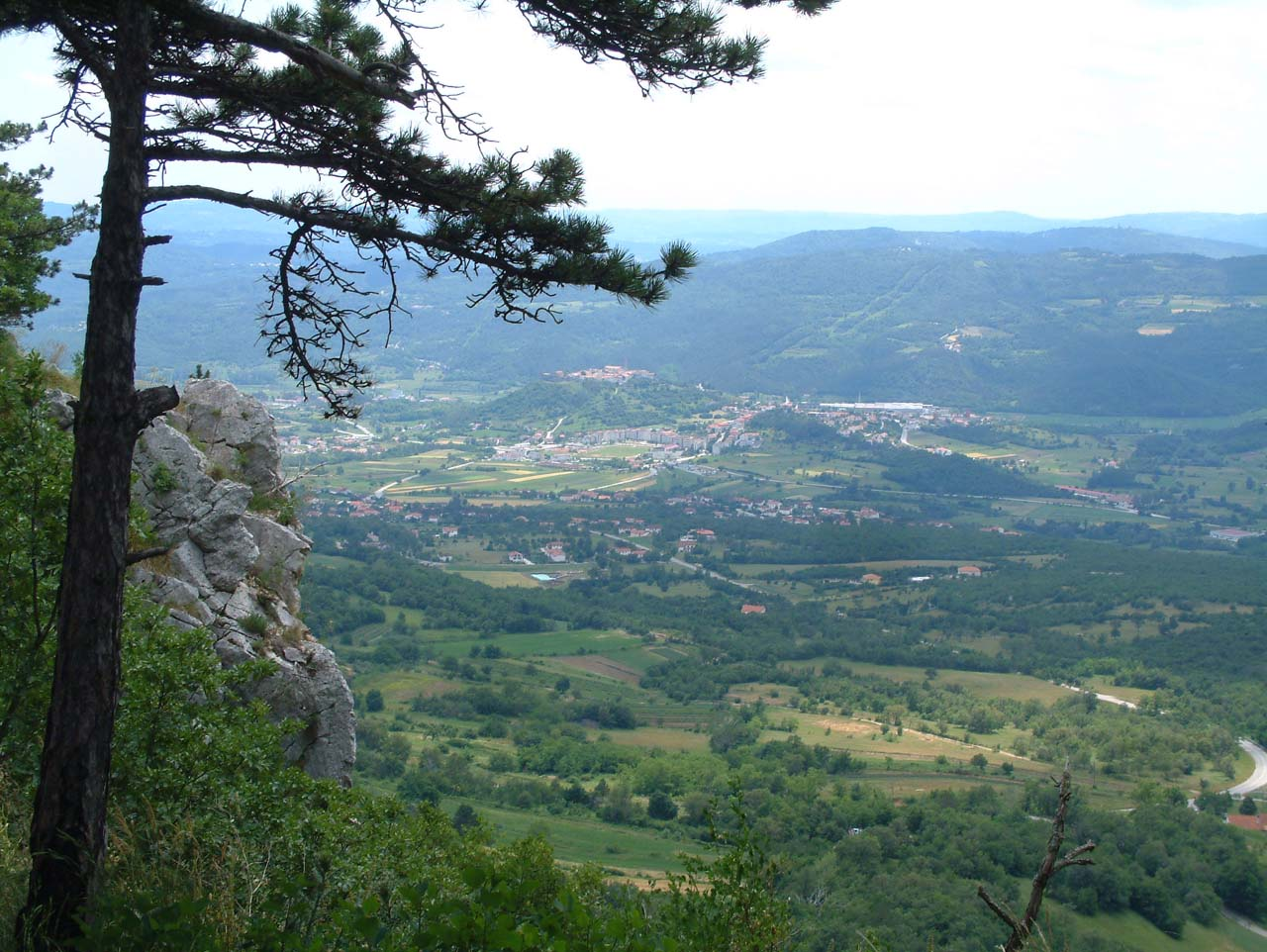
Stadt und Umland

## Ortsteile
Die Gemeinde Buzet besteht aus den folgenden Ortsteilen (in Klammern italienischer Name und Einwohnerzahl gemäß Volkszählung 2011):
- Baredine (Baredine, 43)
- Bartolići (Sovischine, 43)
- Barušići (Barussici, 95)
- Benčići (Bencici, 0)
- Blatna Vas (Blàtina, 7)
- Brnobići (Bernobici, 52)
- Buzet (Pinguente, 1679)
- Cunj (Zugni, 19)
- Čiritež (Cirités, 76)
- Črnica (Cernizza Pinguentina, 45)
- Duričići (Duricici, 2)
- Erkovčići (Ercaucici, 43)
- Forčići (Forsici, 22)
- Gornja Nugla (Nugla di sopra, 76)
- Hum (Colmo, 30)
- Juradi (Giuradi, 75)
- Juričići (Iuricici, 88)
- Kajini (Caini, 17)
- Klarići (Clarici, 39)
- Kompanj (Compagni, 36)
- Kosoriga (Cossoriga, 19)
- Kotli (Cottole, 1)
- Kras (Carse, 12)
- Krbavčići (Carbocici, 58)
- Krkuž (Chercus, 19)
- Krti (Cherti, 80)
- Krušvari (Crusvari, 72)
- Mala Huba (Malacuba, 68)
- Mali Mlun (Milino Piccolo, 64)
- Marčenegla (Marcenigla, 100)
- Marinci (Marinzi, 49)
- Martinci (Martinzi, 20)
- Medveje (Medea, 31)
- Negnar (Negnari, 21)
- Paladini (Paladini, 47)
- Pengari (Pengari, 22)
- Peničići (Penicici, 46)
- Perci (Perzi, 52)
- Počekaji (Pocecai, 41)
- Podkuk (Piedicucco, 1)
- Podrebar (Sotto la Rupe, 12)
- Pračana (Brazzana, 98)
- Prodani (Prodani di Pinguente, 71)
- Račice (Racizze, 16)
- Račički Brijeg (Castel Racizze, 51)
- Rim (Roma, 36)
- Rimnjak (Rimignacco, 19)
- Roč (Rozzo, 153)
- Ročko Polje (Poglie di Rozzo, 173)
- Salež (Salise, 7)
- Selca (Selsa, 60)
- Seljaci (Segliazzi, 19)
- Senj (Segnacco, 24)
- Sirotići (Sirotici, 13)
- Sovinjak (Sovignacco, 27)
- Sovinjska Brda (Berda di Sovignacco, 23)
- Sovinjsko Polje (Poglie di Sovignacco, 22)
- Stanica Roč (Stazione Rozzo, 63)
- Strana (Strana, 56)
- Sušići (Sussici, 6)
- Sveti Donat (Casa San Donato, 83)
- Sveti Ivan (San Giovanni, 227)
- Sveti Martin (San Martino Pinguentino, 1011)
- Šćulci (Schiulzi, 39)
- Škuljari (Scuiari, 47)
- Štrped (Sterpeto, 189)
- Ugrini (Ugrini, 48)
- Veli Mlun (Milino Grande, 63)
- Vrh (Vetta, 124)
- Žonti (Zonti, 43)

## Bevölkerung
Nach der Volkszählung 2011 hatte die Gemeinde Buzet 6133 Einwohner, von denen 3049 männlich und 3084 weiblich waren.
Nach Ethnie waren 75,7 % der Einwohner der Gemeinde Kroaten, 3,6 % Bosniaken, 1,0 % Slowenen, 0,8 % Serben, 0,7 % Italiener, 0,3 % Mazedonier, 0,2 % Albaner und 0,4 % gaben eine andere anerkannte Ethnie an. 15,8 % der Einwohner nannten sich Istrier oder gaben eine andere regionale Zugehörigkeit an. Bei den übrigen 1,5 % wurde die Ethnie nicht angegeben oder war unbekannt. Nach Staatsbürgerschaft waren rund 99,0 % Kroaten (unter denen 3,7 % eine doppelte Staatsbürgerschaft hatten) und 0,9 % Ausländer.
Als Muttersprache sprachen 95,1 % Kroatisch, 1,4 % Bosnisch, 0,2 % Serbisch, 1,1 % nannten Italienisch als ihre Muttersprache, 1,1 % Slowenisch, 0,3 % Albanisch, 0,2 % Mazedonisch und 0,5 % gaben eine andere Sprache an. Bei den übrigen 0,2 % der Einwohner war die Muttersprache unbekannt. Amtssprache der Gemeinde ist Kroatisch.
Nach Religionen waren 83,7 % der Einwohner Katholiken, 3,9 % Muslime, 0,8 % Orthodoxe und 0,3 % gaben eine andere religiöse Zugehörigkeit an. 7,6 % waren konfessionslos, bei den übrigen 3,7 % wurde die Religion nicht angegeben oder war unbekannt.

## Geschichte
Eine erste Siedlung auf dem Fels entstand schon in der Bronzezeit. Die Römer erbauten an dieser strategisch wichtigen Stelle die Siedlung Pinguentum. Der Name ist durch eine römische Votivtafel aus dem 1. oder 2. Jahrhundert überliefert. Nach dem Niedergang des weströmischen Reichs im Jahr 476 stand die Stadt unter der Herrschaft des Byzantinischen Reichs oder unter dem Einfluss der Langobarden. In Pinguente herrschten zwischen dem 9. bis 11. Jahrhundert die Franken, später regierten karolingische Markgrafen die Stadt, welche wiederum die Stadt dem Patriarchen von Aquileia schenkten.
Zu Beginn des 15. Jahrhunderts (1412) wurde Pinguente von Venedig in Besitz genommen, dessen Einfluss bis zum Niedergang der Löwenrepublik im Jahr 1797 dauerte. Viele der noch heute bestehenden Paläste und Gebäude wie auch die Befestigungsmauer wurden während dieser Zeit erbaut. Trotz der Schutzmacht Venedigs hatte die Stadt und dessen Umgebung sowohl unter den Angriffen und Plünderungen der Osmanen wie auch unter der zerstörerischen Auswirkung des Uskokenkriegs zu leiden.

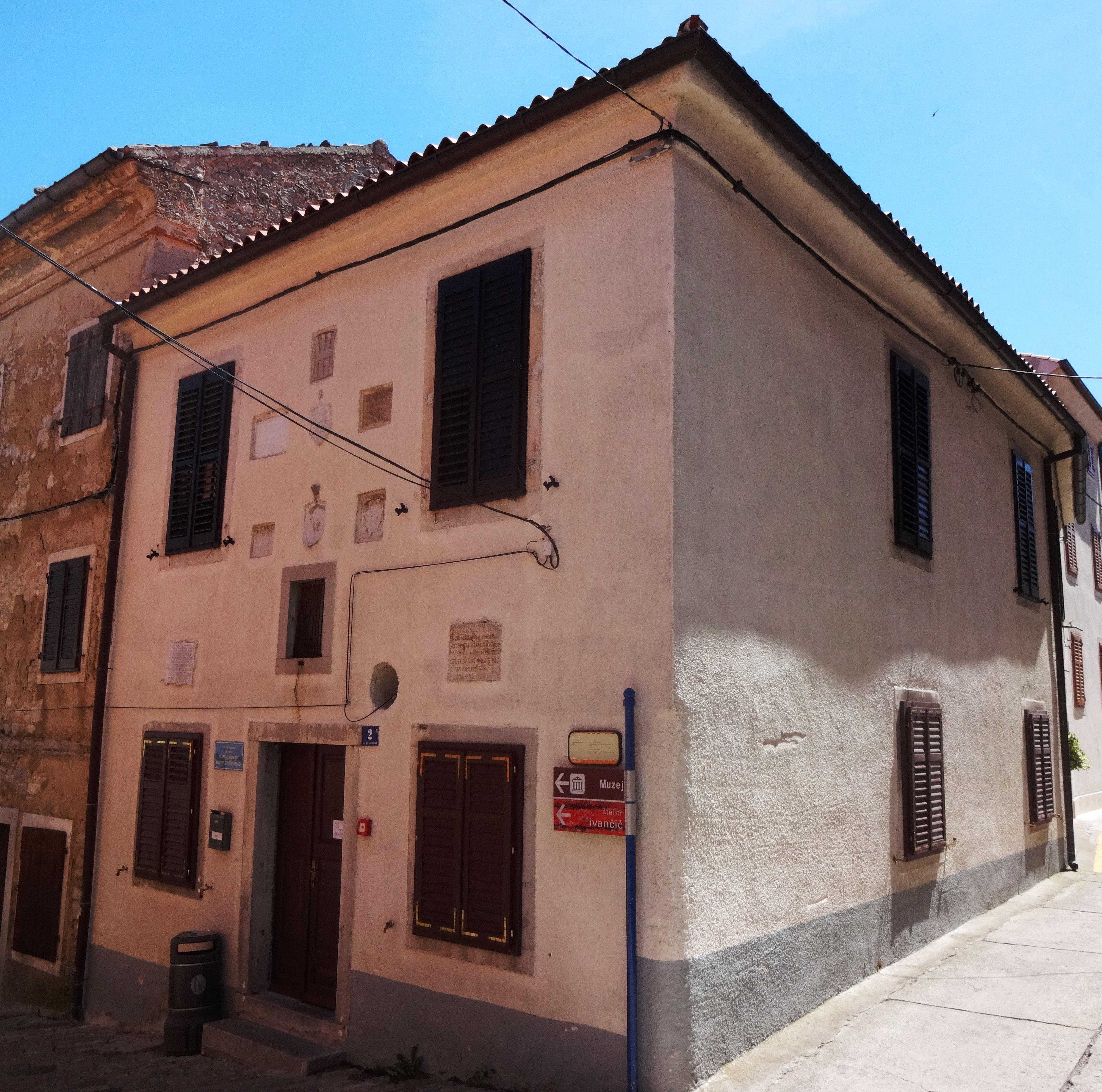
Venezianisches Lagerhaus in Buzet, erbaut 1514, renoviert 1796

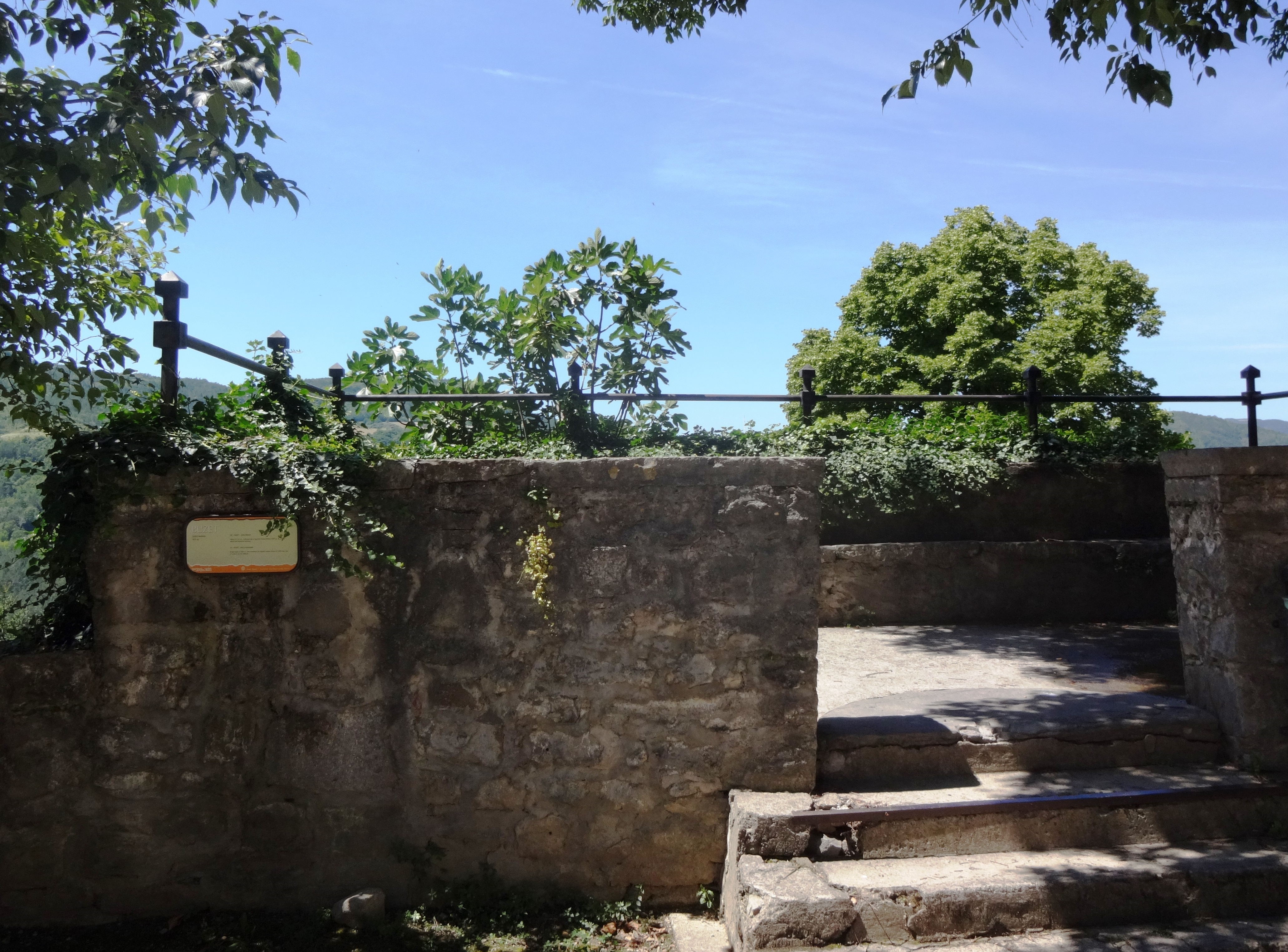
Erker im Südwall in Buzet, 16. Jh. n. Chr., renoviert 1699

Am Wiener Kongress wurde Pinguente 1815 mit der Zuschlagung der Region Illyrien an die Habsburger unter österreichische Herrschaft gestellt. Nach dem Ersten Weltkrieg und dem Ende der Österreichisch-Ungarischen Monarchie fiel Buzet 1919 im Vertrag von Saint-Germain an Italien. Gegen Ende des Zweiten Weltkriegs fiel nach der Kapitulation Italiens die Stadt 1943 bis 1945 an Nazi-Deutschland. Nach Kriegsende wurde die Stadt und Region in die Sozialistische Föderative Republik Jugoslawiens einverleibt.

## Sehenswürdigkeiten
Das historische Städtchen wird geprägt durch die vielen von Mitte des 16. bis Mitte des 18. Jahrhunderts erbauten palastähnlichen Patrizierhäuser der damaligen venezianischen Militärverwaltung. Von der ehemaligen durch die Venezianer im 15./16. Jahrhundert erbauten Stadtmauer sind heute noch die beiden Stadttore erhalten, das Große Tor (Vela Vrata) von 1547 (auf der Turmspitze befindet sich ein Relief von St. Georg, dem Patron der Festung) und das Kleine Tor (Mala Vrata) aus dem Jahr 1592 sowie der während des 16. Jahrhunderts erbaute und 1699 renovierte Südwal.
Auf dem Hauptplatz steht die 1789 im Rokokostil erbaute Zisterne. Der Brunnen ist geschmückt mit dem Wappen von Antonio Trevisan, dem damaligen Stadtkapitän, und dem Relief eines geflügelten Markuslöwen.
Die barocke Pfarrkirche Heilige Jungfrau Maria (Župna crkva Blažene Djevice Marije) stammt aus dem Jahr 1784, gebaut an der Stelle einer älteren Kirche. Die Orgel des Orgelbauers Gaetano Callido wurde 1787 eingebaut. Westlich der Kirche steht der 1897 errichtete Glockenturm. Auf der aus dem Vorgängerbau übernommenen Glocke ist in glagolitischer Schrift das Jahr 1541 eingraviert.
Die Georgskirche (San Giorgio oder Sv. Jurja) im Norden der Stadt wurde 1611 fertiggestellt und während des 18. Jahrhunderts erweitert. Das Kircheninnere ist ausgestattet mit einem vergoldete Holzaltar und dem im 17. Jahrhundert geschnitzten Chorgestühl. Sehenswert auch das Gemälde „Wunder des Hl. Antonius von Padua“ aus der Schule von Giovanni Domenico Tiepolo.
Das Heimatmuseum (Zavičajni muzej) befindet sich im 1639 erbauten Bigatto-Palast neben dem Stadttor Porta Piccola. Es zeigt archäologische Überreste aus der Bronze- und Eisenzeit, aus der Antike und dem Frühmittelalter und historische Zeugnisse bis in die Zeit des Faschismus. Zu den Sammlungen des Museums gehören auch Werkzeuge, Haushaltsgegenstände und traditionelle Trachten aus Buzet und seiner Umgebung. In einer Wand auf dem Platz vor dem Museum ist noch ein Beschwerdebriefkasten (vgl. Bocca di Leone) für die Denunziation aus venezianischer Zeit erhalten, der allerdings nicht das Löwenmaul als Gestaltungselement um den Einwurfschlitz besitzt.
Unterhalb der Altstadtfestung steht neben dem Friedhof die mittelalterliche Kapelle des Heiligen Veit. Die Kapelle ist verziert mit Reliefs des Heiligen Veit, römischen Kapitellen und dem Wappen des ehemaligen Stadtverwalters (Capetani) Marc’Antonio Erizzo. Der Glockenturm wurde nachträglich im 16. Jahrhundert erbaut (trägt Aufschriften der Jahre 1614 und 1653).

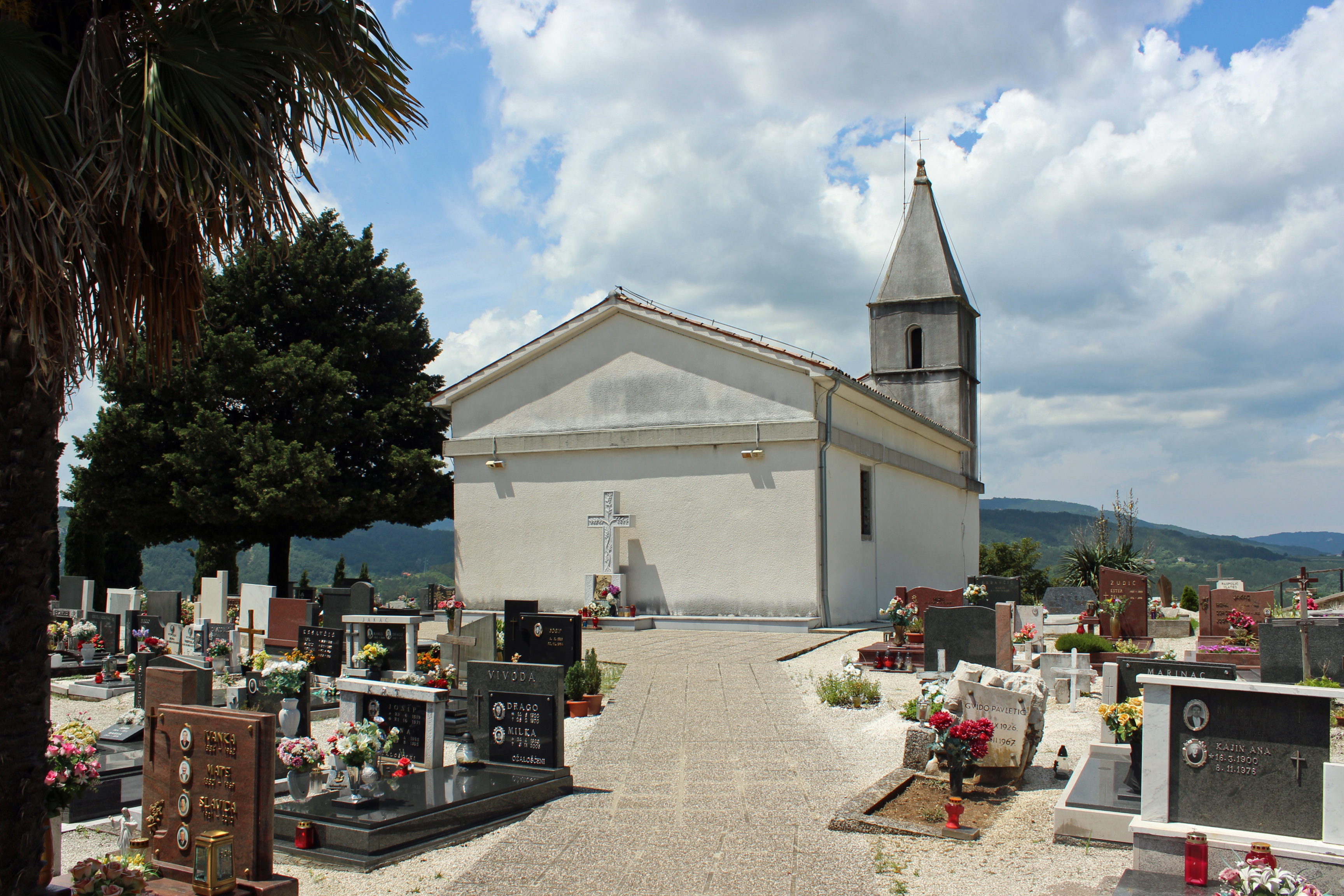
Friedhof mit Kapelle Heiliger Veit
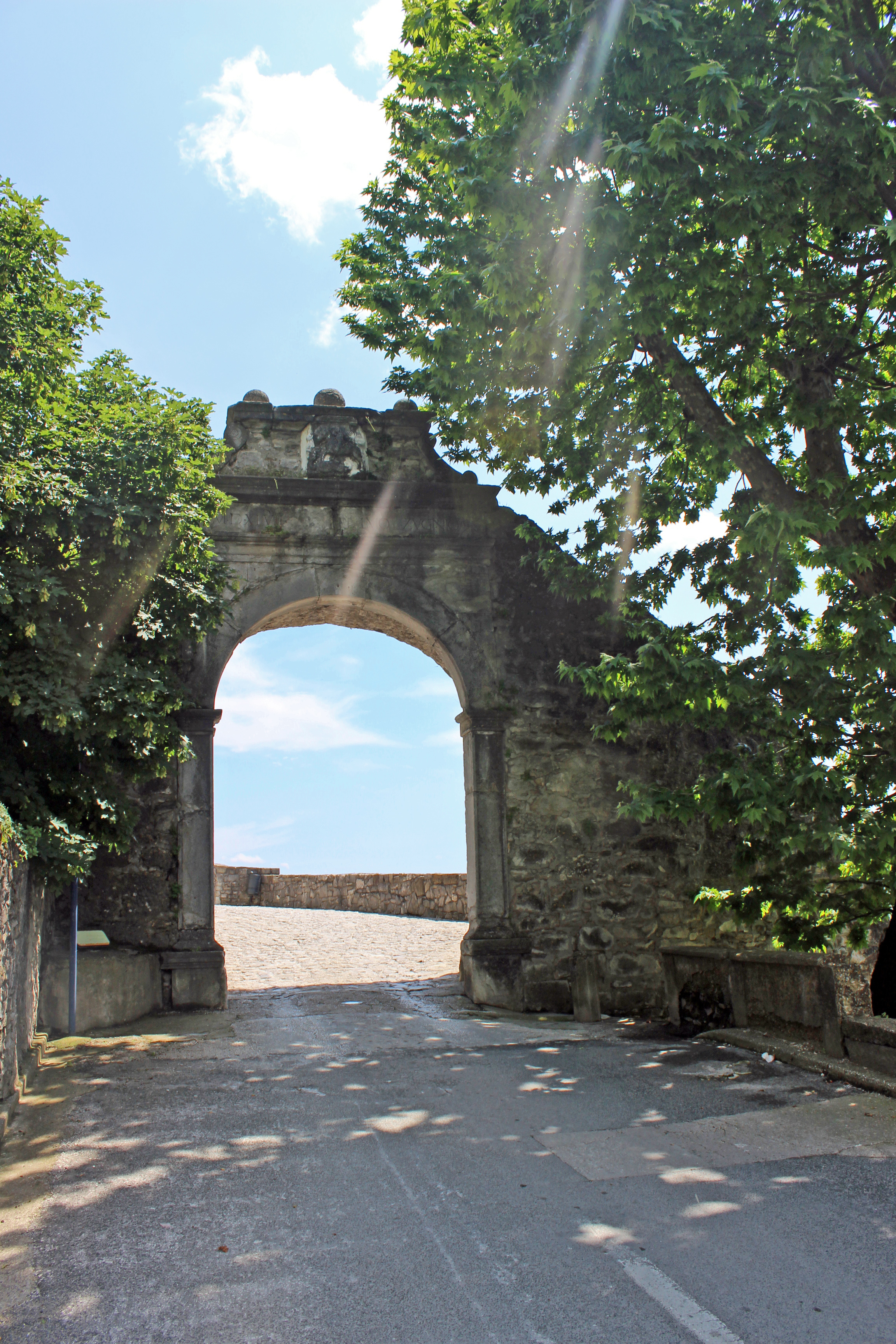
Großes Stadttor (Vela vrata)
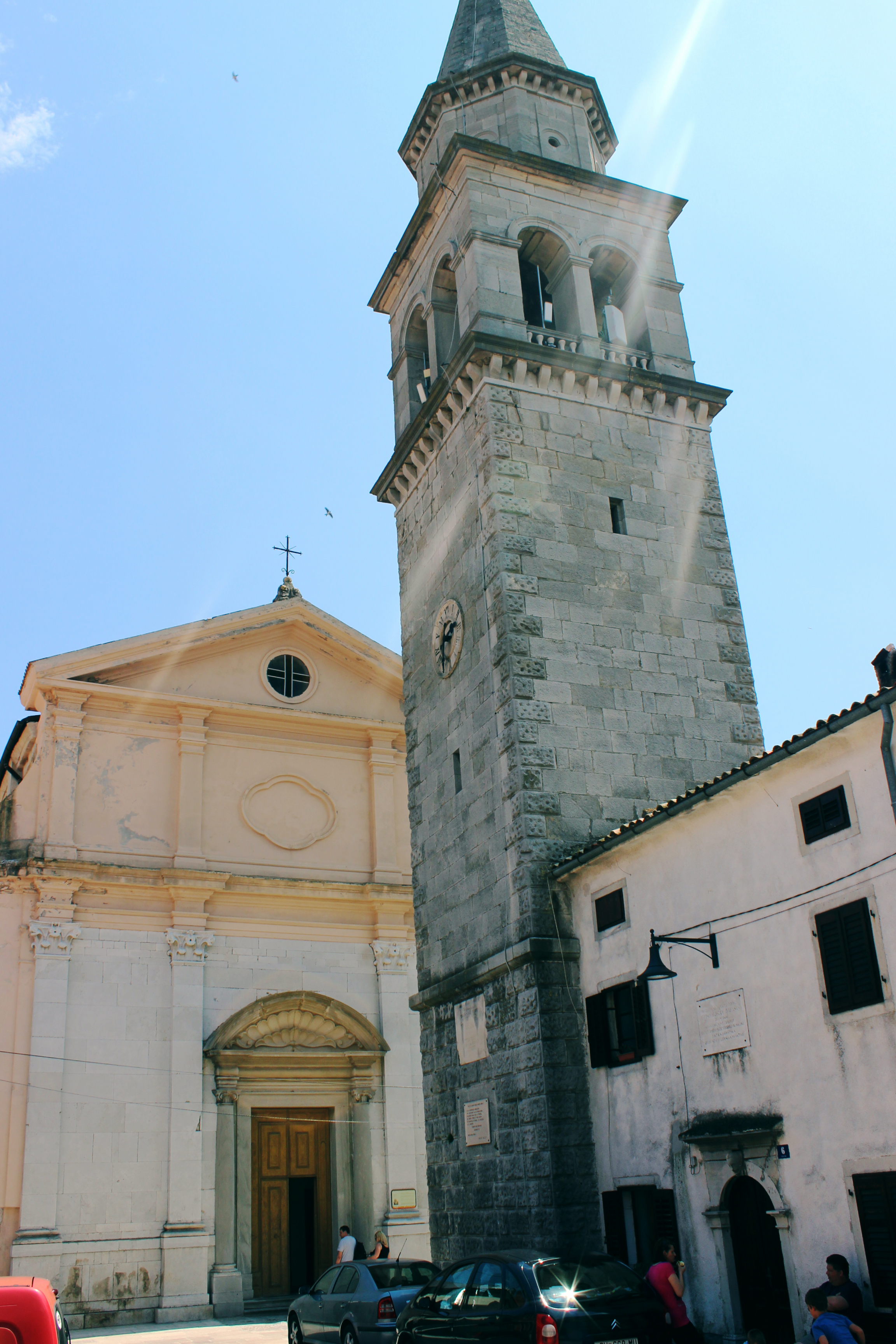
Pfarrkirche Heilige Jungfrau Maria
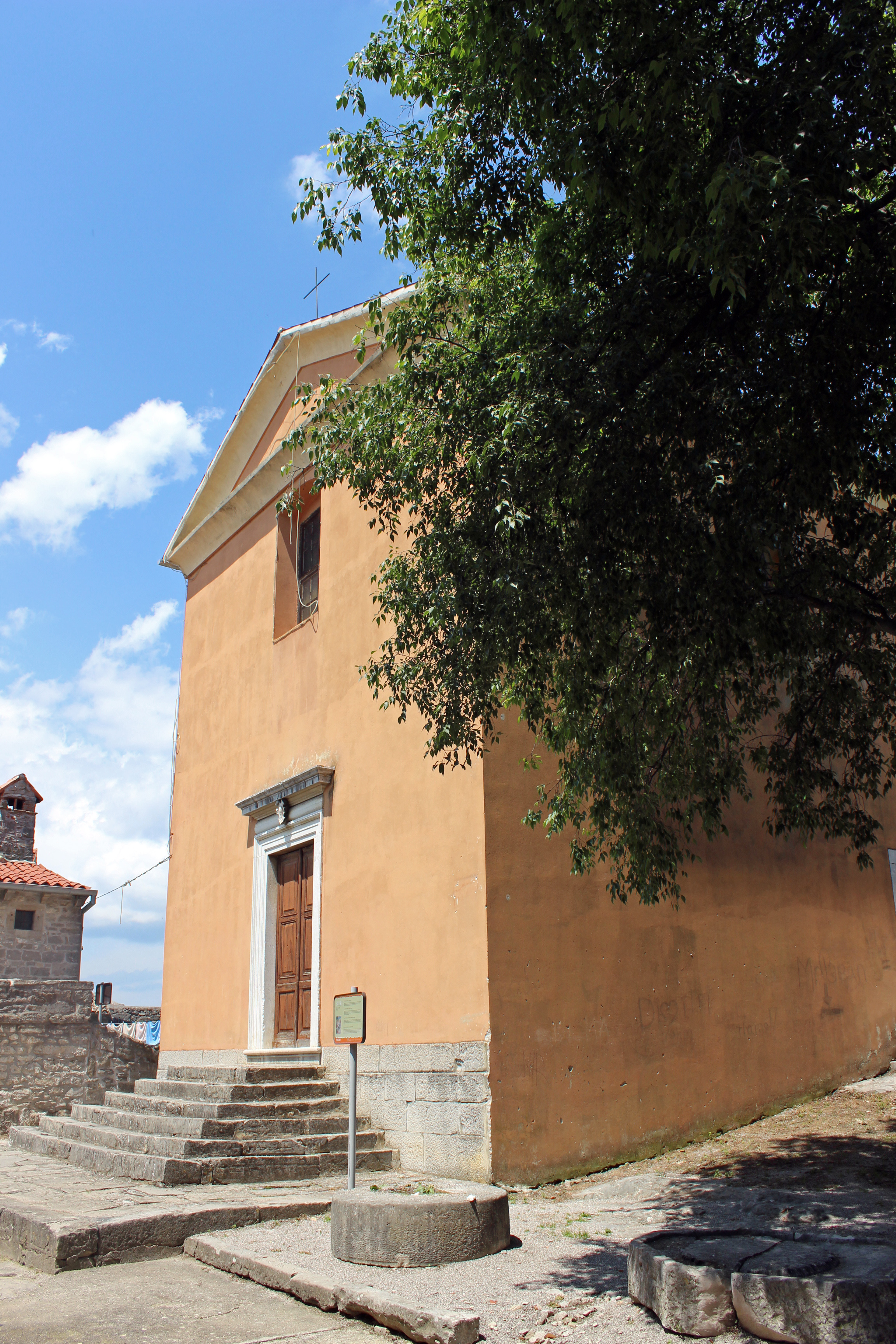
Kirche des Heiligen Georg
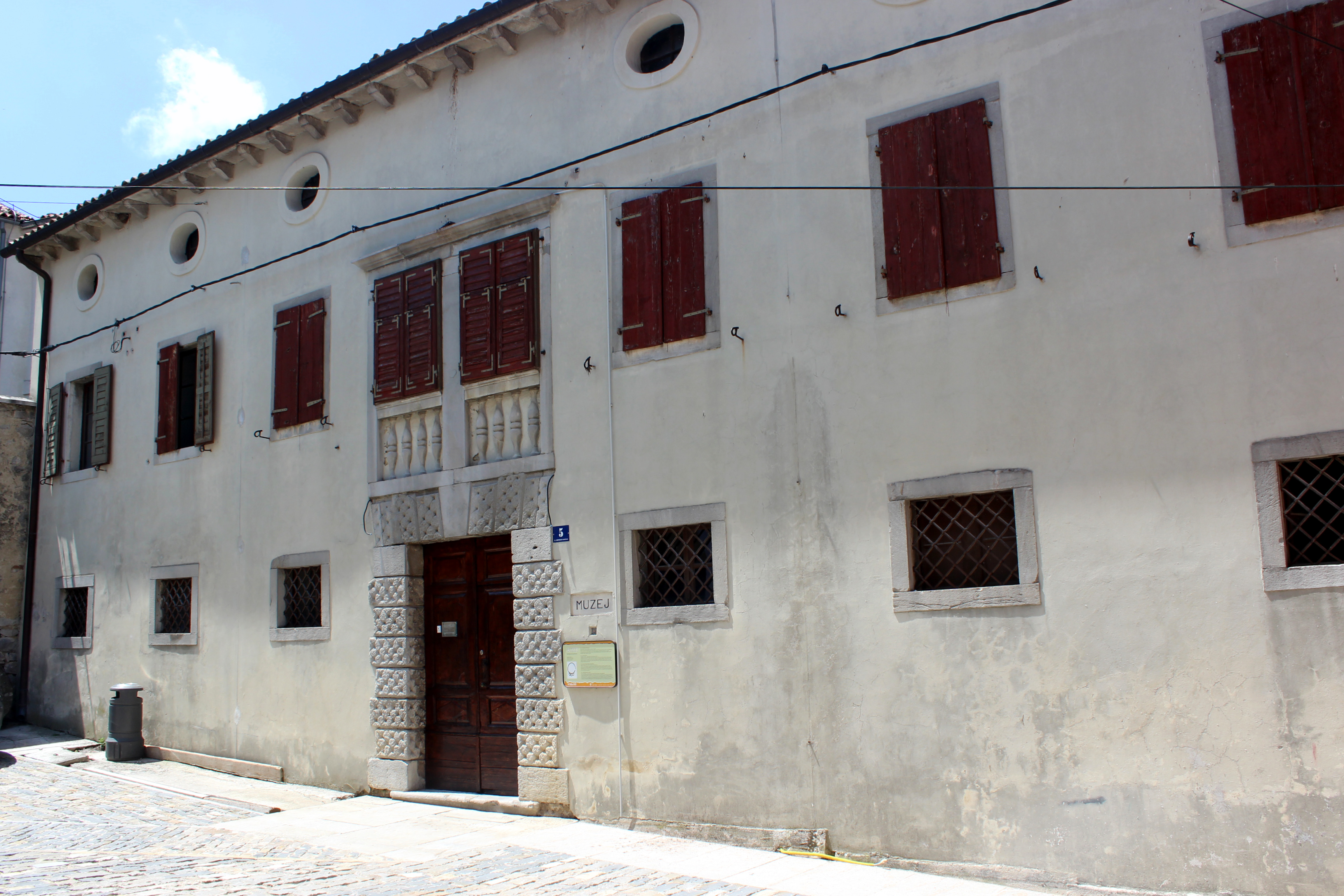
Bigatto Palast mit Heimatmuseum
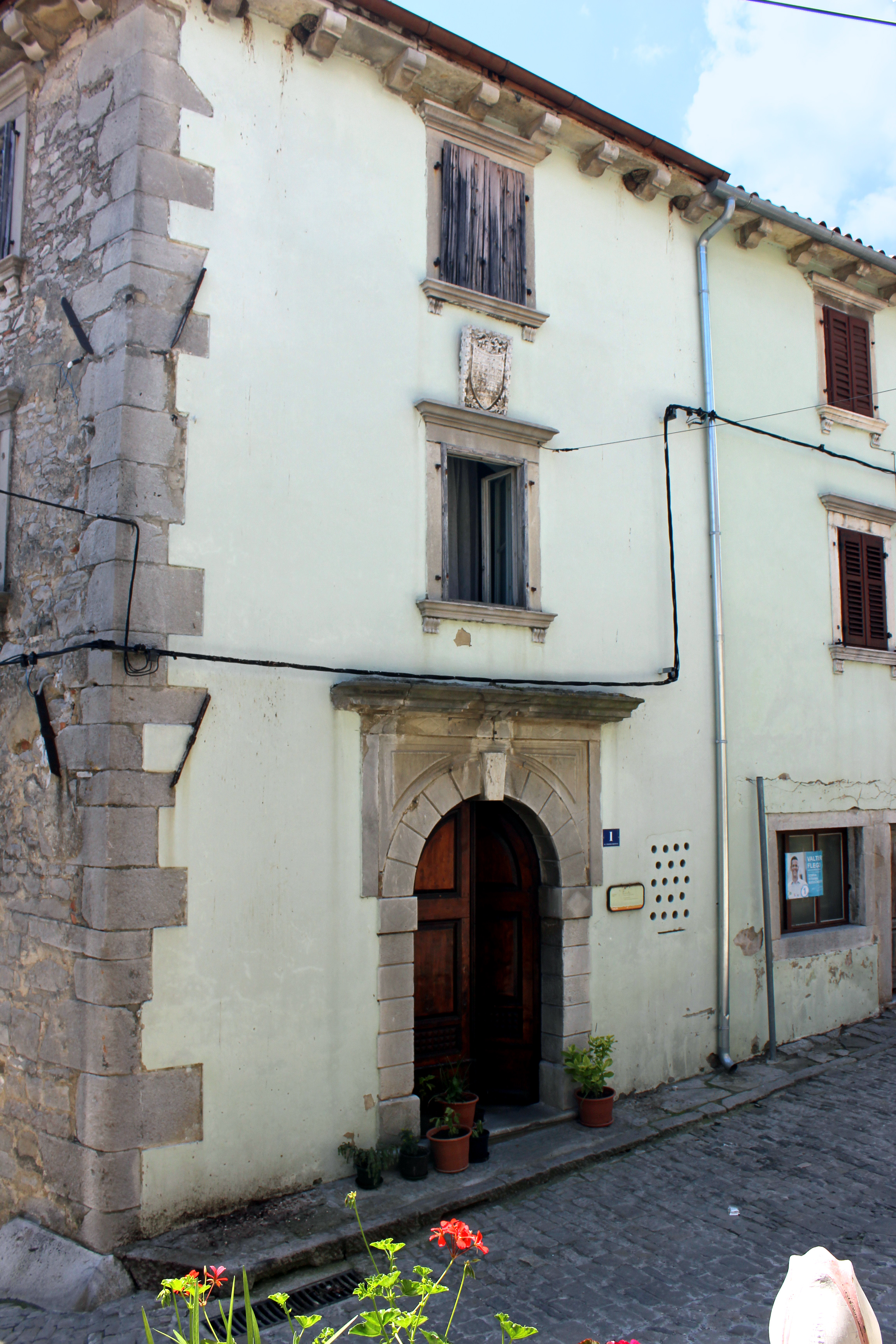
Bembo Palast
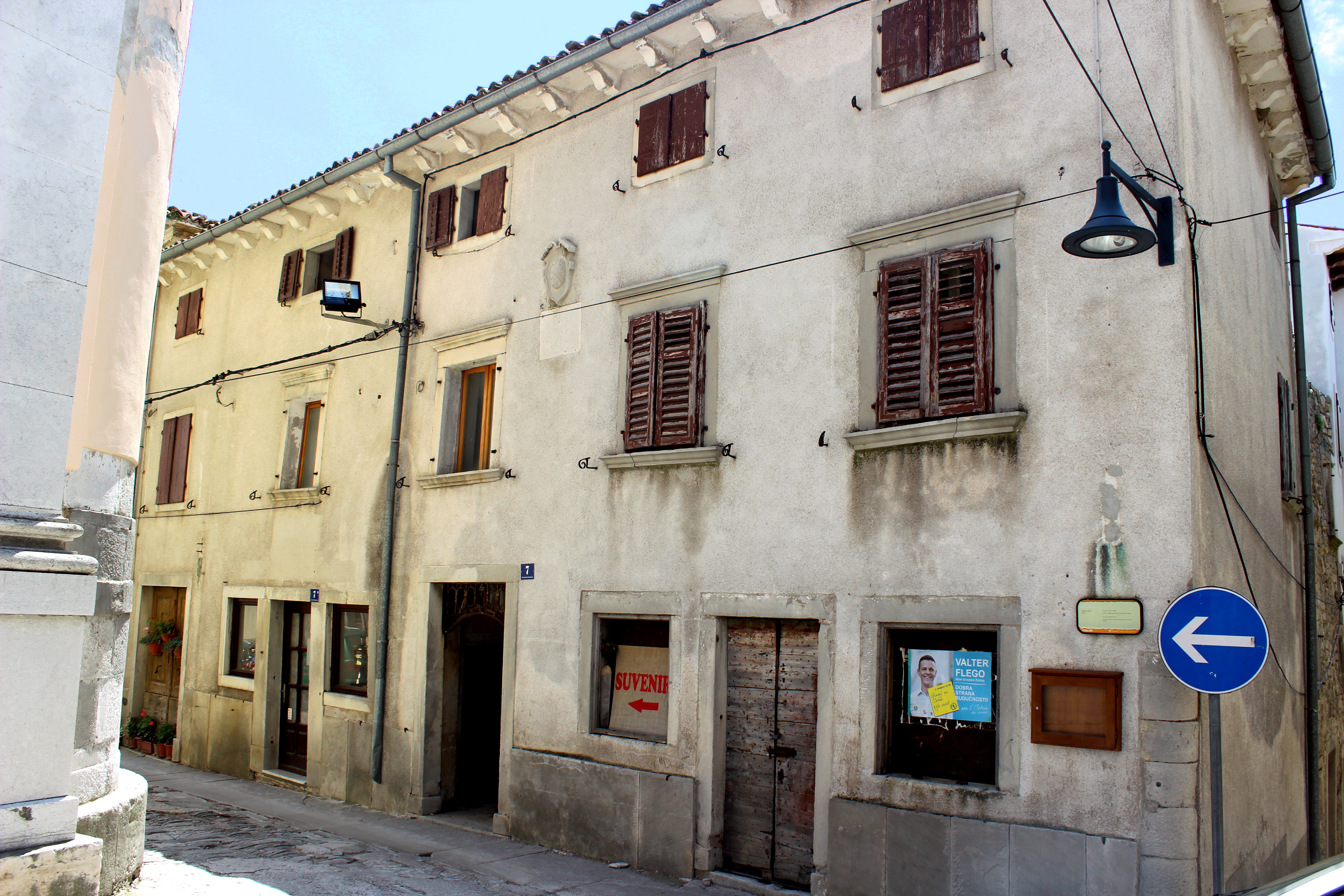
De Vertiis Palast
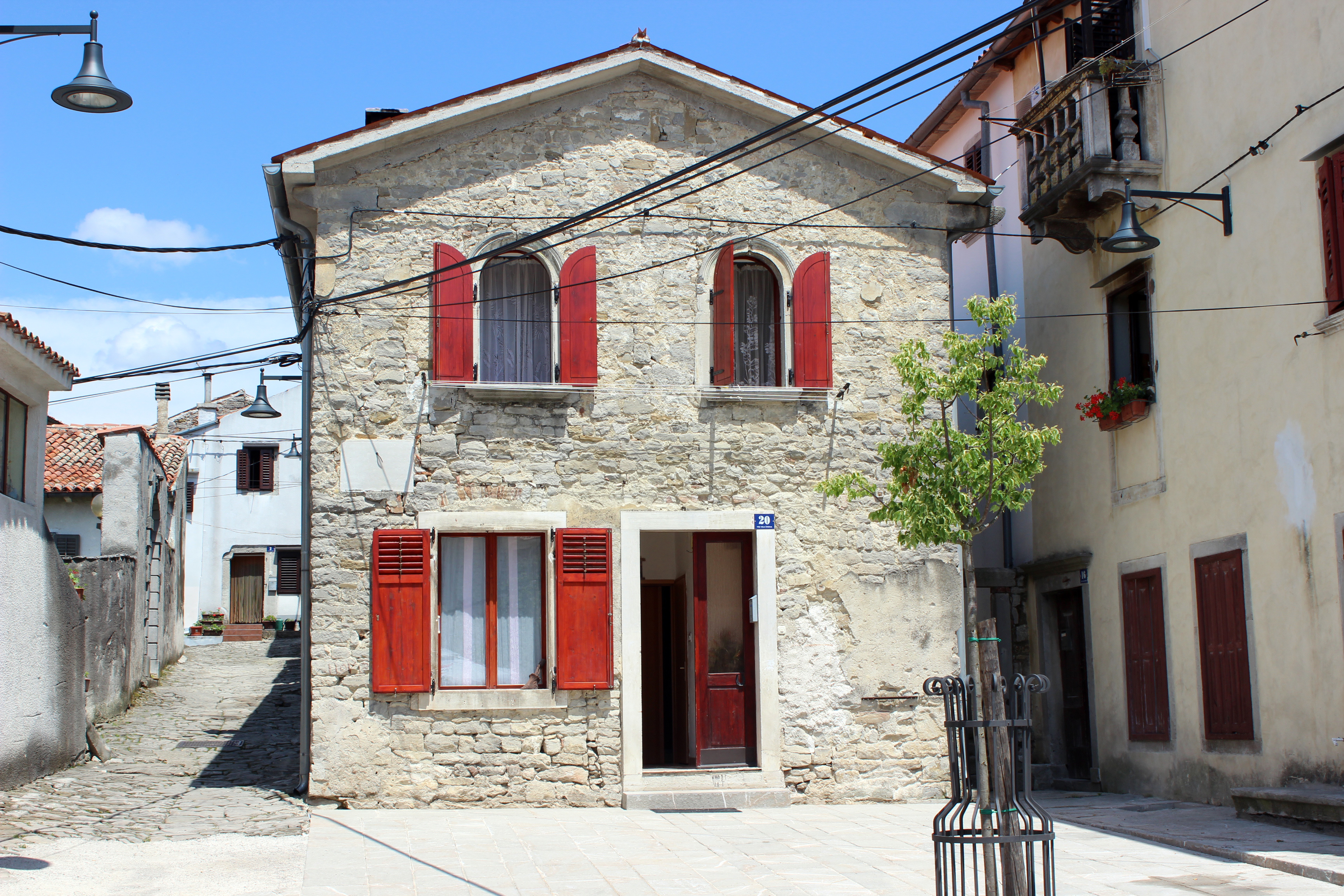
Renaissance-Haus
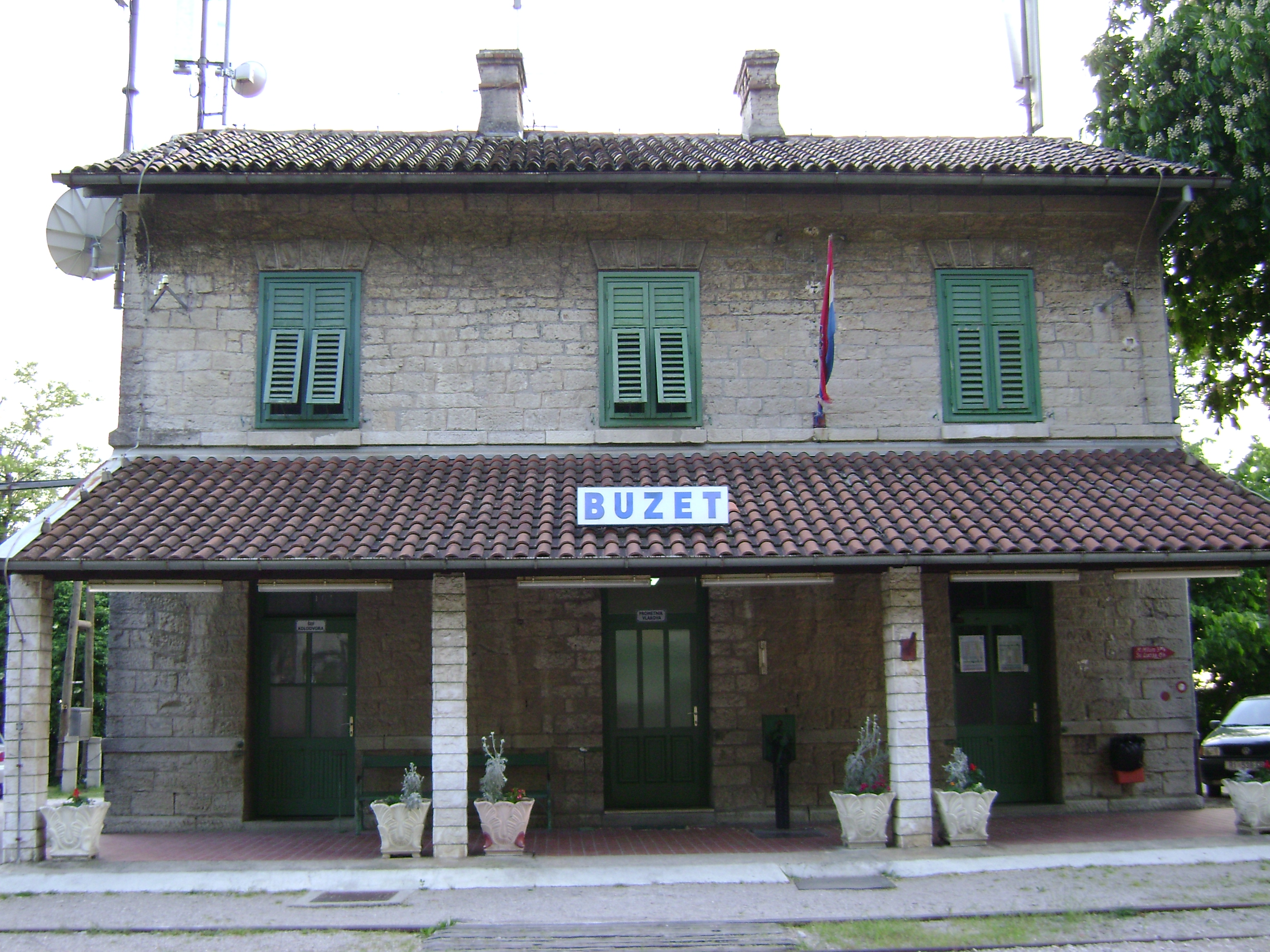
Bahnhof von Buzet
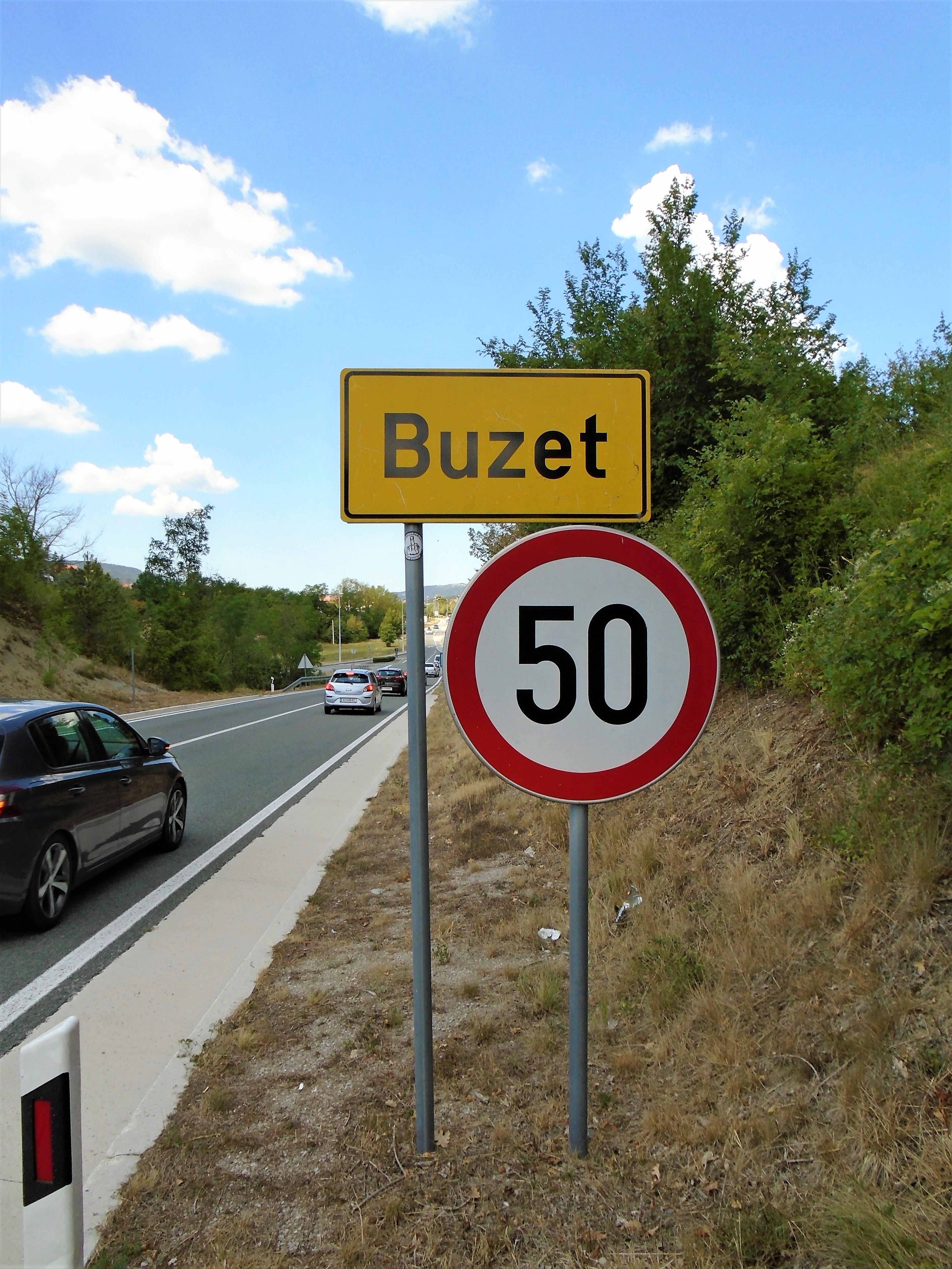
Stadt-Eingang

## Persönlichkeiten
- Stjepan Konzul Istranin (1521–nach 1586), protestantischer Theologe und Bibelübersetzer

## Verkehr
Buzet besitzt einen gleichnamigen Bahnhof an der Bahnstrecke Divača–Pula.

## Motorsport
Im Rahmen der Europa-Bergmeisterschaft wird ein Lauf nahe Buzet ausgetragen. Die Streckenlänge beträgt 5001 m.